# Antic Banc Comercial de Tarragona (el Vendrell)
L'Antic Banc Comercial de Tarragona és un edifici obra del municipi del Vendrell protegit com a bé cultural d'interès local.

## Descripció
L'edifici és ubicat a la carretera del Doctor Robert, 1-3, del Vendrell, en ple centre històric. Es tracta d'un edifici de planta trapezoïdal que ocupa l'illa delimitada per la carretera del Dr. Robert i els carreres del Nord i Sant Magí. Consta de planta baixa i pis. La coberta és plana i forma un terrat.
Les façanes de l'immoble mantenen una mateixa unitat formal, amb una marcada influència clàssica. L'edifici és un poliedre de quatre cares i en un dels extrems té un cos sobrealçat que allotja el rellotge i permet l'accés al terrat.
Les façanes estan dividides en tres cossos, els quals són delimitats pels nivells de les soleres. El primer cos correspon a la planta baixa, el segon al pis i, el tercer al terrat.
El primer cos ha estat molt modificat. Han desaparegut els elements ornamentals de l'obra original. El basament, les lesenes, la cornisa, el revestiment d'estuc a base de bandes horitzontals i els motius decoratius de la part inferior dels ampits de les finestres que hi havia en aquest cos han estat substituïts per un revestiment monocapa. També han desapergut les reixes de ferro de les finestres. El segon cos conserva la major part dels elements ornamentals oríginals. Destaca l'entaulament constituït per arquitrau, fris i cornisa amb dentellons que hi ha per damunt de les lesenes. El balcó que hi havia a la façana del carrer Sant Magí ha desaparegut.
El tercer cos també manté la majoria dels elements originals. Ha perdut, però, els elements en forma de bola que hi havia sobre les pilastres de la barana de balustres.

## Història
L'edifici va ser construït entre els anys 1924 i 1925, segons el projecte de l'arquitecte barceloní Alfons Barba Miracle. És d'estil noucentista.
El naixement de la Caixa de Crèdit i Estalvis del Vendrell cal cercar-lo a l'inici del segle xx. L'acte de constitució d'aquesta entitat va tenir lloc el dia 30 de maig de 1909, dins dels actes d l'homenatge del Vendrell a Àngel Guimerà. Posteriorment es va unir amb el Banc Comercial de Tarragona.
L'any 2002, el Banco de Santander Central Hispano, propietari de l'immoble, el va posar a la venda i fou adquirit per una societat mercantil privada.